# هاستینگز اندرسون
هاستینگز اندرسون (انگلیسی: Hastings Anderson; ۹ ژانویهٔ ۱۸۷۲ – ۱۱ دسامبر ۱۹۳۰) فرد نظامی اهل بریتانیا بود. وی همچنین برندهٔ جوایزی همچون نشان حمام شده‌است.